# Ernst Friedrich, Baron von Schlotheim
Ernst Friedrich von Schlotheim, o Ernst Friedrich, Barón von Schlotheim (2 de abril de 1764 - 28 de marzo de 1832), fue un botánico, paleontólogo, político alemán, nacido en el principado de Schwarzburgo-Sondershausen.
A Ernst von Schlotheim se debe uno de los grandes trabajos en la historia de la paleobotánica, “Die petrefactenkunde”. En dicho trabajo compara las floras del Carbonífero con las floras actuales. La conclusión a la que llega es revolucionaria por lo anticipada a su época:

Las floras no pueden ser comparadas, y las floras del Carbonífero debieron desarrollarse en ambientes más cálidos que lo hacen las floras actuales.

 La práctica inexistencia de indicios directos o indirectos con que el autor contaba hace aún más meritorias las conclusiones a las que llegó en su época.
Fue Consejero Privado y Presidente de la Cámara en la Corte del Ducado de Sajonia-Gotha. Comenzó a interesarse en la geología, consiguiendo poseer una muy extensa colección de fósiles. En 1804, publicó descripciones e ilustraciones de restos vegetales del Carbonífero: Ein Beitrag zur Flora der Vorwelt (Una contribución a la flora del mundo antiguo).
En su obra, por primera vez en Alemania, los fósiles fueron nombrados de acuerdo con el sistema de nomenclatura binominal del genial Linneo. Sus especímenes se preservaron en el Museo de Berlín. Falleció en Gotha.

## Otras publicaciones
- Beschreibung merkwürdiger Kräuter-Abdrücke und Pflanzen-Versteinerungen (Descripción de notables huellas de hierbas y plantas fósiles). Gotha, 1804

- Beyträge zur Naturgeschichte der Versteinerungen in geognostischer Hinsicht (Contribuciones a la historia natural de fósiles en términos geológicos). Múnich, 1817

- Die Petrefactenkunde auf ihrem jetzigen Standpunkte durch die Beschreibung seiner Sammlung versteinerter und fossiler Überreste des Thier- und Pflanzenreichs der Vorwelt (El Petrefactenkunde a sus posiciones actuales en la descripción de su colección de restos fósiles y petrificada de los reinos animal y vegetal del mundo antiguo). Gotha, Becker`sche Buchhandlung, 1820

- Nachträge zur Petrefactenkunde (Addenda al Petrefactenkunde). Gotha, Becker`sche Buchhandlung, 1822

- La abreviatura «Schloth.» se emplea para indicar a Ernst Friedrich, Baron von Schlotheim como autoridad en la descripción y clasificación científica de los vegetales.[1]